# Alphonse Le Roy
Mathieu François Alphonse Le Roy, né le 28 juillet 1822 à Liège où il meurt le 2 mars 1896 , est un philosophe et philologue belge.

## Biographie
Il est le fils unique de Louis-Nicolas Le Roy et de Henriette Streel, tous deux commerçants. Il étudie dans un premier temps au Collège communal, puis à l'Université de Liège, où il reçoit en 1841 le diplôme de docteur en philosophie et lettres. Il poursuit ses études, toujours à Liège, et entame des études de droit, mais qu'il abandonne au profit de l'enseignement.
En 1844, il devient professeur de rhétorique au collège Saint-Vincent-de-Paul à Tirlemont et y est nommé préfet des études en 1846. Il épouse en 1848 Marie-Françoise-Elisa Delvaux (1818-1902), ensemble ils n'ont pas d'enfants. À partir de 1849, il devient également directeur de l'École d'agriculture, alors annexée au collège.
Il reçoit le titre d'agrégé des lettres en 1845. La même année, il fonde avec l'abbé Louis, alors directeur du collège, le Journal de l'Instruction publique en 1845. Cette publication s'ancre dans le contexte plus large des débats sur l'enseignement moyen, et plus particulièrement de la réforme des études humanitaires. Cette question va le mener à convoquer en 1848 un congrès à Bruxelles réunissant les professeurs des collèges et athénées belges. Ce rassemblement et ses suites mèneront notamment à la création d'un grade d'élève universitaire, ainsi qu'à l'institution d'un Conseil de perfectionnement de l'enseignement moyen.
En 1850, il quitte le collège de Tirlemont et retourne à Liège pour enseigner à l'université. Il est nommé professeur extraordinaire en octobre 1856, puis professeur ordinaire en janvier 1862. Il accède à l'éméritat en 1889.
Au cours de sa carrière, il est responsable de divers cours universitaires :  
- Métaphysique générale et spéciale (1850-1879)
- Esthétique (1851-1879)
- Logique (1859-1889)
- Archéologie (1866-1875)
- Histoire de la philosophie ancienne et moderne (1873-1889).

Il enseigne également à l'Ecole normale des Humanités la pédagogie, la logique et la psychologie. Il endosse des responsabilités au sein de la faculté de Philosophie et Lettres : il est à plusieurs reprises secrétaire et doyen de cette dernière et secrétaire du Conseil académique en 1868-1869.
En parallèle de ses activités universitaires, il est membre de nombreuses commissions et sociétés scientifiques, telles que la Société Libre d'Émulation de Liège et la Société liégeoise de Littérature wallonne. Il rentre à l'Académie royale de Belgique en tant que membre correspondant en 1870. Il est ensuite promu au rang de membre titulaire en 1873, puis est élu directeur de la classe des lettres et président de 1882 à sa mort. Il s'occupe également de l'Institut des Sourds-Muets et des Aveugles de Liège.
Alphonse Le Roy a produit tout au long de sa vie de nombreuses œuvres littéraires. Ses recherches portent aussi bien sur la philosophie que l'instruction publique, l'archéologie et les beaux-arts. Pour le cinquantième anniversaire de l'Université de Liège, il rédige en 1869 Liber Memorialis. L'Université de Liège depuis sa fondation. Il collabore aussi à de nombreuses revues et rédige plus de 150 notices pour la Biographie nationale de Belgique.
Il compose également des poésies en wallon, dont en 1842-1843, un recueil de chansons wallonnes signé F.L.P., des initiales de ses trois auteurs : Théophile Fuss, Le Roy et Adolphe Picard. Avec ce dernier, il compose également des chansons, toujours en wallon, sous le pseudonyme d'Alcide Pryor. Son intérêt pour la littérature wallonne se manifeste aussi à travers l'édition des fables de Remacle Maréchal (1796-1871), qui comprend 26 fables inédites.
Il reçoit au cours de sa vie de nombreuses distinctions honorifiques : il est nommé Chevalier de l'Ordre de Léopold en 1869 et Chevalier de l'ordre de la Couronne de Chêne en 1870.
Une grande partie de la correspondance et des archives d'Alphonse Le Roy sont conservées à KBR,.

## Œuvres
- La Philosophie au pays de Liège : XVIIe et XVIIIe siècles, 1860
- Notice sur Eugène Charles Catalan, 1867
- Liber memorialis 1817-1867. L' Université de Liège depuis sa fondation, 1869
- Jean Kinker : sa vie et ses travaux, 1869
- L'administration de l'Instruction publique en France sous le ministère de M. Duruy, Liège, de Thier, 1870.
- « Ulysse Capitaine, sa vie & ses travaux », Annuaire de la société liégeoise de littérature wallonne, vol. 7,‎ 1872, p. 43-124 (lire en ligne)
- Fables de R. Maréchal, Liège, de Thier, 1872.